# Estación La Plata (Roca)

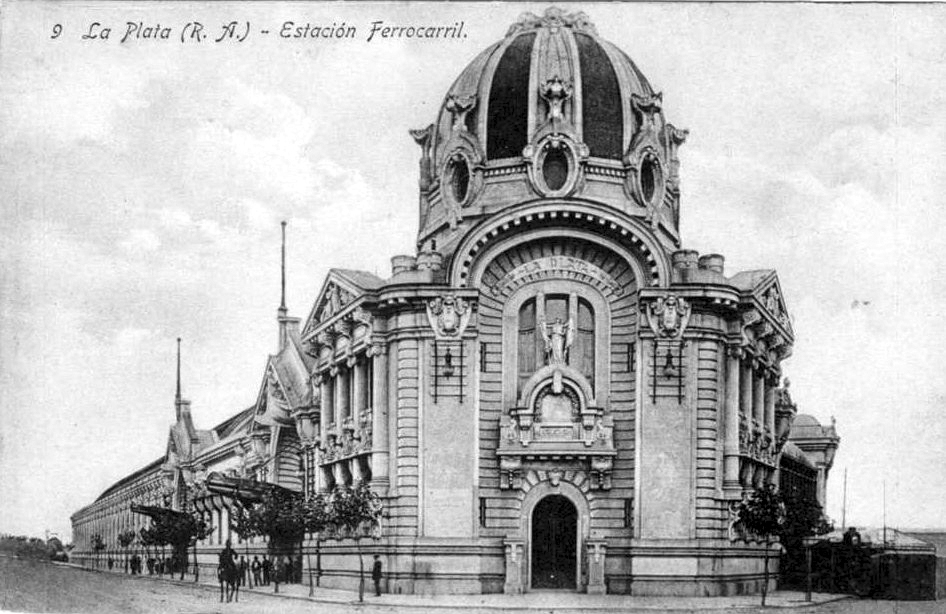
Aspecto original del edificio hacia 1912. Se pueden encontrar varios detalles que luego se quitaron en las fachadas.

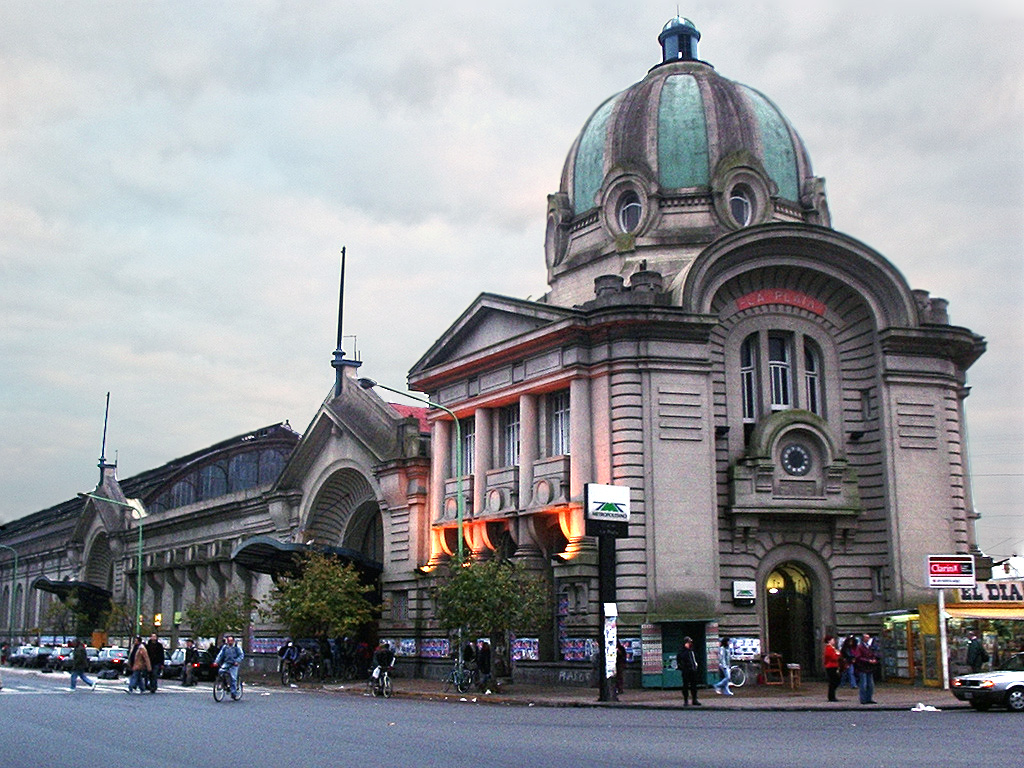
La estación en 2006, antes de su restauración, todavía en épocas de Metropolitano.

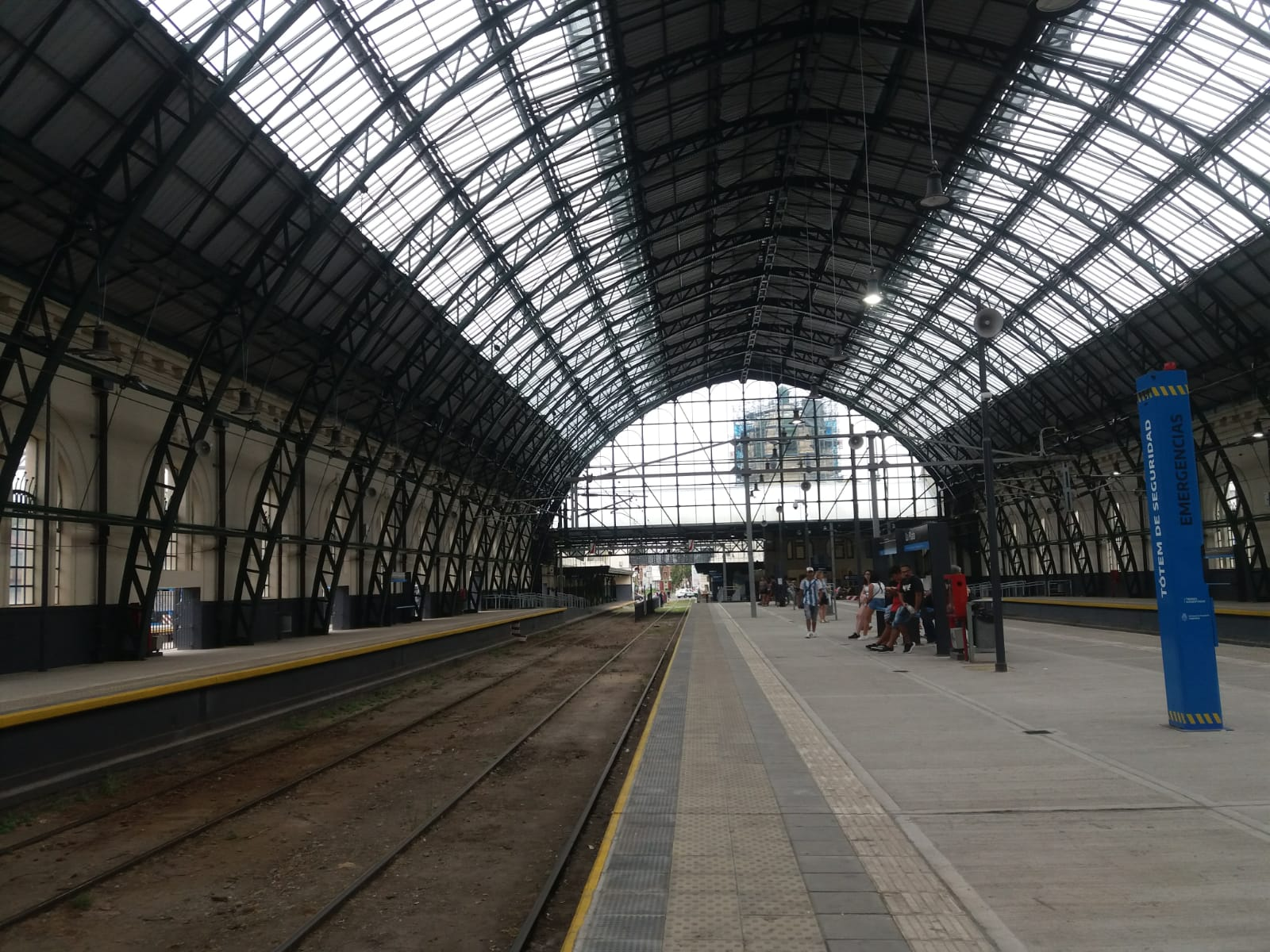
Vista desde el andén hacia el hall sobre Diagonal 80.En el fondo se observa el proceso de restauración de la cúpula

La Plata es la principal estación ferroviaria de la ciudad homónima, capital de la provincia de Buenos Aires, Argentina. Es cabecera del servicio de la Línea Roca que la une con la estación Constitución en la Ciudad de Buenos Aires y del servicio local del Tren Universitario.

## Historia
Este monumental edificio coronado por una gran cúpula, fue inaugurado el 1 de octubre de 1906. Es obra de los arquitectos Louis Newbery Thomas (de Estados Unidos) y Paul Bell Chambers (de Reino Unido). Reemplazó a la primera estación de trenes de La Plata, la estación 19 de Noviembre, actual Pasaje Dardo Rocha.
La estación de trenes de La Plata sirvió de escenario para el rodaje de la primera escena de la película Siete años en el Tíbet (enero de 1997), en la cual la estación fue ambientada como en épocas de nazismo, con las características banderas rojas con la esvástica. Eso motivó la visita del reconocido actor estadounidense Brad Pitt, hecho que provocó una revolución en la ciudad.
Entre 1998 y 1999, el edificio fue remodelado en sus interiores por el concesionario Metropolitano, a cargo del Ferrocarril Roca.
En 2008, el anterior concesionario de la línea, UGOFE, emprendió un plan general de restauración de estaciones, que incluyó el edificio de La Plata. Aunque el techo metálico de los andenes (fabricado por la empresa inglesa Handyside & Co, Ltd) fue arreglado, las fachadas y la cúpula del hall principal fueron recuperadas.
El 18 de octubre de 2017 llegó el primer servicio eléctrico a la estación, restableciendo el corredor Constitución-La Plata después de dos años.

## Ubicación
La entrada principal de la estación se encuentra en avenida 1 esquina diagonal 80, de la ciudad de La Plata. El perímetro se completa con las calles 115 y 39. La cabina de señales La Plata Norte, se ubica en avenida 1 esquina calle 41.

## Infraestructura
La estación posee 7 andenes elevados, de los cuales se usan 6 para el servicio eléctrico. El andén 1, pese a estar elevado también, es el único que no está electrificado y por lo tanto se encuentra en desuso. Los tres primeros andenes se encuentran al aire libre, mientras que los cuatro restantes están techados por una nueva cúpula de vidrio inaugurada en 2022 -en reemplazo de la original de 1906, desmontada en 2017- durante los trabajos de renovación de la estación.
De las plataformas 4 y 5 se desprenden también dos andenes bajos que sirven como continuación de los elevados, aunque sólo el segundo de ellos es utilizado para el servicio del Tren Universitario de La Plata.

## Servicios
La estación corresponde a la Línea General Roca y es la terminal del servicio eléctrico metropolitano que la conecta con Plaza Constitución. Es además cabecera del servicio denominado Tren Universitario de La Plata que une esta terminal y la Parada Hospital San Juan De Dios.
Era terminal de varios ramales del Ferrocarril General Roca que antiguamente corrían trenes de pasajeros y cargas a Río Santiago, Brandsen, Pipinas, Magdalena y Lezama. También supieron correr trenes de cargas a Estación La Plata Cargas y a los Talleres del Ferrocarril Provincial de Los Hornos.

## Diagrama
| Vía 1                    | Sin uso |
| Plataforma central Norte | |
| Vía 2                    | Terminal de trenes provenientes de Constitución Partida de trenes hacia Constitución (próxima Tolosa) |
| Vía 3                    | Terminal de trenes provenientes de Constitución Partida de trenes hacia Constitución (próxima Tolosa) |
| Plataforma central       | |
| Vía 4                    | Terminal de trenes provenientes de Constitución Partida de trenes hacia Constitución (próxima Tolosa) |
| Vía 5                    | Terminal de trenes provenientes de Constitución Terminal de trenes provenientes de Hospital San Juan de Dios Partida de trenes hacia Constitución (próxima Tolosa) Partida de trenes hacia Hospital San Juan de Dios (próxima Arquitectura) |
| Plataforma central       | |
| Vía 6                    | Terminal de trenes provenientes de Constitución Partida de trenes hacia Constitución (próxima Tolosa) |
| Vía 7                    | Terminal de trenes provenientes de Constitución Partida de trenes hacia Constitución (próxima Tolosa) |
| Plataforma Sur           | |